# Augusto Gómez Porta
Augusto Julio Gómez Porta (Dénia, 1857 - novembre de 1925) fou un metge i polític valencià, alcalde de Dénia al tombant del segle xix al xx.
Llicenciat en medicina, va exercir tota la seva vida a Dénia. El 1894 va redactar una memòria sobre l'estat higiènic i sanitari de la ciutat, i el 1896, quan era tinent d'alcalde, es va oferir per exercir de metge de beneficència en casos de pandèmia de còlera.
Va ser alcalde el 1897, entre 1899 i 1901 i entre 1924 i 1925. Durant els seus mandats va millorar les condicions sanitàries de les classes populars, sobretot durant l'epidèmia de còlera de 1899 va dissenyar l'arbrat de Marquès de Campo, Magallanes o l'avinguda de València i es va oposar a les obres del port, de tal manera que durant la seva alcaldia va anul·lar el crèdit de 70.000 pessetes per constituir la fiança de concessió de les obres a favor de l'enginyer Gabriel Moreno Campo.
Després va redactar les ordenances municipals el 1904 i el 1908 va ser un dels fundadors de la Societat d'Amics del Clima, un any després d'una gran nevada que va patir la ciutat, i que constitueix el primer intent d'organitzar una oferta turística a Dénia. L'octubre de 1919 va presentar la ponència La grip en el port de Bilbao a la primera assemblea de metges de sanitat exterior celebrada a Madrid. Va morir al novembre de 1925 de bronquitis crònica.